# Brachydesmus absoloni
Brachydesmus absoloni är en mångfotingart som beskrevs av Carl Graf Attems 1951. Brachydesmus absoloni ingår i släktet Brachydesmus och familjen plattdubbelfotingar. Inga underarter finns listade i Catalogue of Life.